# Adams (Philippinen)
Adams ist eine kleine Stadtgemeinde in der philippinischen Provinz Ilocos Norte. 
Der überwiegende Teil von Adams ist bewaldet und sehr bergig. Adams ist nicht wie andere Stadtgemeinden auf den Philippinen in mehrere Baranggays aufgeteilt, sondern umfasst nur einige kleine Bergdörfer, namentlich Bucarot, Siwet, Kabacan, Budabid, Sinidangan, Gubgubeng, Lipay und Maligligay.

## Geographie
Adams liegt etwa 114 km von Laoag City entfernt im Nordosten der Provinz Ilocos Norte am Rande der Philippinischen Kordilleren.
Die Stadtgemeinde grenzt an Pagudpud im Westen, an die Provinz Cagayan im Norden, die Provinz Apayao im Osten und an die Stadtgemeinde Dumalneg im Westen.
Das Klima im Gebiet von Adams ist geprägt durch eine ausgesprochen lange Regen- und eine kurze Trockenzeit, im Unterschied zum Rest der Provinz und aufgrund der hohen Lage durch verhältnismäßig niedrige Temperaturen.
Der überwiegende Teil der Fläche von 138,25 km² wird als Weideland genutzt oder ist zum Teil dicht bewaldet, lediglich 3,6 % der Fläche sind Ackerland oder bebaut.
Im Süden des Hauptortes fließt ein Fluss.

## Geschichte
Vor 1918 war das Gebiet eine Reservation für ethnische Minderheiten.
Später wurde ein Gemeindedistrikt unter der Verwaltung der Stadtgemeinde Bangui gebildet, in den 1950er Jahren wurde Adams der neuen Stadtgemeinde Pagudpud angegliedert. Am 16. Mai 1983 wurde Adams eine selbstständige Stadtgemeinde.

## Wirtschaft
Adams ist nicht elektrifiziert, weshalb häufig Kerosinlampen zur Beleuchtung verwendet werden.